# Ботака, Джордан
Джордан Ботака (нидерл.  Jordan Botaka; 24 июня 1993, Киншаса, ДР Конго) — конголезский футболист, вингер клуба «Ашдод». Выступал за сборную ДР Конго.

## Клубная карьера
Джордан появился на свет в столице тогда ещё Заира — городе Киншаса. Однако в стране ввиду массового геноцида в соседней Руанде в стране началась гражданская война, и его родители приняли решение эмигрировать в Европу. Они нашли свой приют сначала в Голландии, а затем обосновались в Антверпене. За время своего детства Ботака успел сменить несколько академий различных бельгийских клубов, но заканчивал своё футбольное обучение он в «Брюгге». В январе 2012 года именно с этим клубом он подписал свой первый профессиональный контракт, несмотря на интерес со стороны «Ньюкасла», «Лилля», «КПР» и «Блэкберна».
Но за бельгийцев Ботака так ни разу и не сыграл. Почти год он тренировался с резервом команды, а в декабре 2012 должен был отправиться в аренду в клуб «Сент-Трюйден» для получения игровой практики. Однако клубы не смогли договориться об условиях перехода и Ботака остался в Брюгге. Спустя месяц он наконец сумел покинуть клуб и отправился в аренду в португальский «Белененсиш». В случае успешной игры за клуб Ботака мог быть выкуплен португальцами, однако выяснилось, что юристы «Брюгге» напортачили с заключением договора и хавбек не имел права выступать в официальных матчах за «Белененсеш». После истечения срока аренды, так и не сыграв ни одной встречи, конголезец вернулся в Бельгию и спустя несколько дней расторгнул контракт с клубом".
Новой командой Ботака стал голландский «Эксельсиор», выступающий в первой голландской лиге (Д2). После непродолжительного просмотра Джордан понравился руководству клуба и те предложили ему контракт по схеме 1+1. В сезоне 2013/14 Ботака с ходу застолбил за собой место в основе «Эксельсиора», записав в свой актив 42 матча, 10 забитых мячей и 4 голевые передачи. Футболист стал одним из лучшим бомбардиров команды и помог роттердамцам подняться в высший дивизион. Переход на новый уровень дался клубу непросто. Перед сезоном 2014/15 «Эксельсиор» распрощался с многими своими лидерами и был обречен на борьбу за выживание. В итоге клуб финишировал на спасительном 15-м месте, а Ботака сумел записать в свой актив 9 (2+7) баллов по системе «гол+пас».
Летом 2015 года появились слухи об интересе к игроку со стороны швейцарского «Сьона», однако футболист довольно неожиданно отправился покорять английский Чемпионшип. 1 сентября 2015 года было объявлено о переходе Ботака в «Лидс Юнайтед». Контракт с игроком был подписан на два сезона с опцией продления на такой же срок, а сумма трансфера составила чуть более 1 миллиона евро. 27 сентября 2015 года Ботака дебютировал за «павлинов» в матче против «Мидлсбро».
28 января 2022 года перешёл на правах аренды в нидерландскую «Фортуну» из Ситтарда.

## Международная карьера
В 2012 году Ботака сыграл несколько матчей за юношескую сборную Голландии (до 19 лет), а спустя несколько лет получил официальное предложение сыграть за сборную своей исторической родины — Демократическую Республику Конго. 28 марта 2015 года Джордан дебютировал за ДР Конго в товарищеском матче против Ирана. 9 июня этого же года полузащитник забил свой первый гол за национальную команду, принеся сборной важную ничью в матче с Камеруном (1:1).